# الأطروحة ونقيض الأطروحة والتوليف
الاطروحة ونقيض الاطروحة (بالإنجليزية: Thesis and AntiThesis)‏ هي جدلية طورها الفيلسوف الألماني فريدرك هيغل، تتألف من مراحل ثلاثية هي الأطروحة ثم تنتقل إلى نقيض الأطروحة ثم التوليف بينهما. ويمكن شرحها على النحو التالي:
- الأطروحة: هي الاقتراح الفكري التي تجسد وجهة نظر معينه أو موقف معين.[1][2][3]
- نقيض الأطروحة: هي اطروحه آخرى نقيضه تعبر عن موقف معارض ومناقض لفكرة الأطروحة الأولى ورد فعل على الاقتراح.
- التوليف: هو التوفيق بين الموقفين السابقين يحل الصراع بين الأطروحة ونقيضها بالتوفيق بين الحقائق المشتركة وتشكيل أطروحة جديدة.

## وصلات خارجية
- فلسفة التاريخ عند الفيلسوف الألماني هيجل تأليف سلمان علاء الشافعي.
- Website using the terms
- A passage from Karl Marx' works using the terms